# Speed Demon (Amalgam Comics)
Speed Demon, soms ook gespeld als Speed-Demon, is de naam van drie personages uit de strips van Amalgam Comics. Allemaal zijn ze combinaties van DC Comics' Flash en Etrigan the Demon, en Marvel Comics' Ghost Rider. Ze maakten alle drie hun debuut in Speed Demon #1.

## Biografie

### Jay Garrick
De eerste Speed Demon was Jay Garrick (vernoemd naar de Golden Age Flash), die in de Golden Age werd gebonden aan de demon Etrigan en zo veranderde in Speed Demon. Zijn grootste vijand was Night Spectre, een demon die zielen verzamelde als krachtbron.
Jay Garrick was gedurende de hele Golden Age actief. Als oude man werd hij jaren later gedwongen nog eenmaal de strijd aan te gaan met Night Spectre. Hij werd in dit gevecht gedood, waarna Night Spectre zijn ziel stal. Jay’s ziel werd later bevrijd door de tweede en derde Speed Demon.
Jay wordt in de strips enkel gezien in flashbacks.

### Blaze Allen
Blaze Allen (een combinatie van Johnny Blaze en Barry Allen) was een amateur tovenaar die werd ontdekt door Night Spectre. Hij weigerde Night Spectre’s aanbod voor meer macht in ruil voor zijn ziel. Als wraak vermoordde Night Spectre Allen’s vrouw, Iris. Dit bracht Blaze in een diepe depressie, en hij begon meer en meer magie te gebruiken.
Uiteindelijk werd hij benaderd door Merlin, die Blaze hielp een band te vormen met de demon Etrigan zodat Blaze Night Spectre kon bevechten. Zo werd Blaze de tweede Speed Demon. Hij bevocht Night Spectre, en bevrijdde Iris’ ziel. Tevens bevocht hij andere vijanden, zoals Dr. Doomsday, Vengeance, Uatu the Guardian en de Two Feced Golbin.
Zijn geheime identiteit werd later ontdekt door zijn neefje Wally West. Hij werd Allen’s helper, Kid Demon.

### Wally West
De derde Speed Demon is Wally West (vernoemd naar de derde Flash), het neefje van Blaze Allen. Hij liet Merlin ook een band smeden tussen hem en een demon (naam onbekend), waardoor hij een jongere versie van Speed Demon werd, bijgenaamd Kid Demon. Hij vocht samen met zijn oom tegen Night Spectre. Wally gebruikte een brandende motorfiets als vervoermiddel, gelijk aan Marvel’s Ghost Rider.